# 徳島市住吉・城東コミュニティセンター
徳島市住吉・城東コミュニティセンター（とくしましすみよし・じょうとうコミュニティセンター）は、徳島県徳島市にある公民館である。

## 概要
徳島市渭東地区にある地区コミュニティセンターで児童館と併設している。2007年（平成19年）10月1日に開館。地区内には渭東コミュニティセンターもあり、児童館・保育所を設けている。

## 施設
- 1F
  - 児童館
- 2F
  - 調理室
  - 会議室
  - 和室
  - ステージ

## 交通
- JR徳島駅より車で約10分。